# Trasmapi

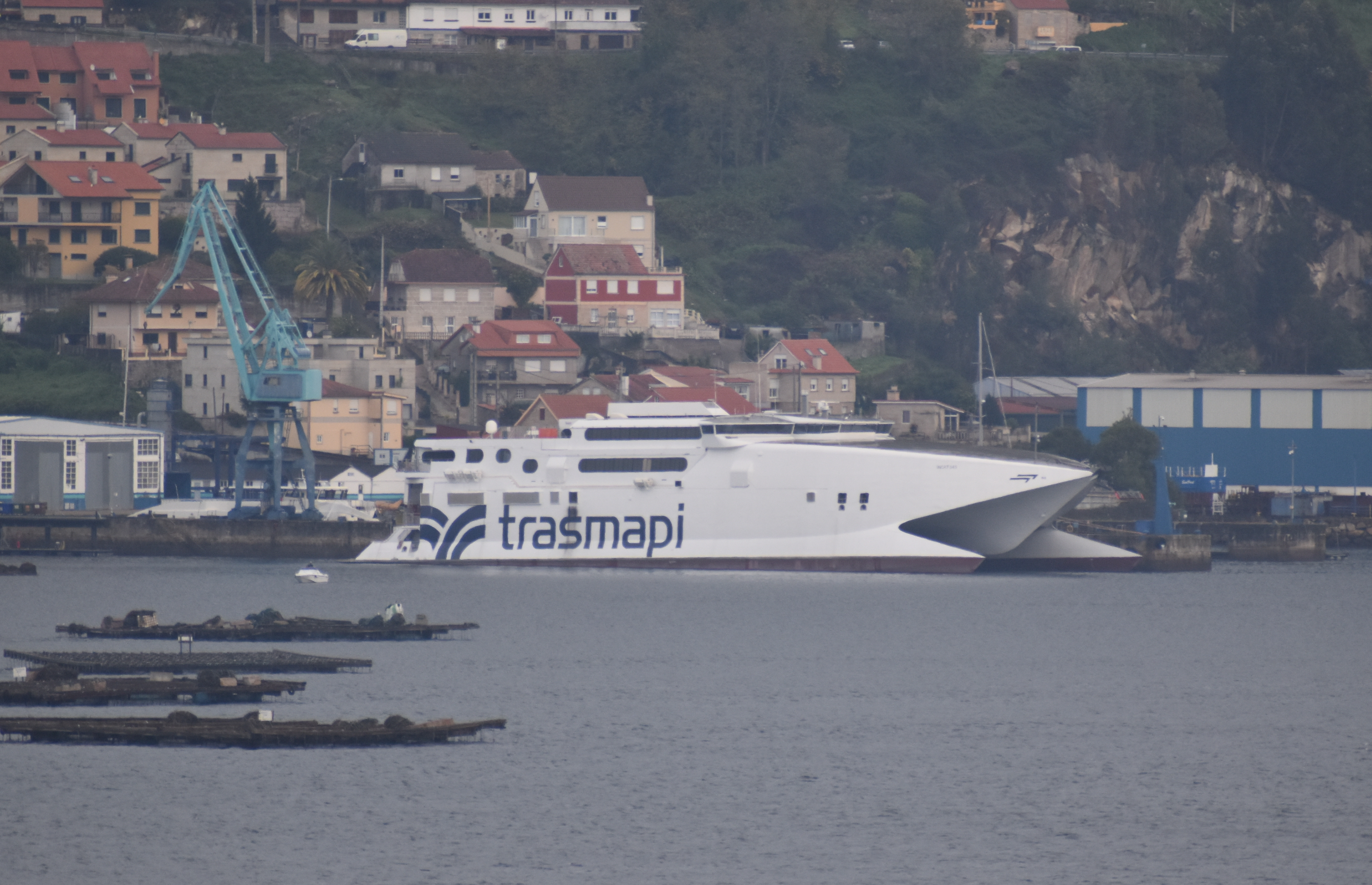
Construcció d'un vaixell de Trasmapi a la drassana de Rodman Polyships a Meira (Moaña)

Trasmapi és una companyia de transport marítim de passatgers i càrrega que opera entre el Port d'Eivissa i el Port de La Savina a Formentera. La marca Trasmapi és propietat de l'empresa Servicios y Concesiones Marítimas Ibicencas, S.A. (Sercomisa), que pertany al grup d'empreses d'Alonso Marí.

## Història
Trasmapi va començar a operar entre el Port d'Eivissa i el Port de la Savina amb el Burleta, construït a Cadis. Era un vaixell de fusta de 29 m d'eslora, 7,7 m de manga i 3,7. El vaixell tenia dos motors de 600 CV. Això li donava una velocitat de 14 nusos. Podia transportar 250 passatgers i 6 vehicles. El 1979 es van incorporar tres noves embarcacions: Delfín Verde, Delfín Blanco i Esmeralda Verde.
Al final dels anys 80 i principis dels 90 es van afegir nous vaixells, entre els que destaquen el Tagomago Jet, el Cala Castell, el Tiburón i el Formentera Jet.
El dia 27 de desembre de 1992 l'hidròpter Tiburón va embarrancar al port de la Savina. No es van registrar víctimes.
A partir de l'any 2000, la flota antiga es va anar renovant amb vaixells més moderns com ara el nou Formentera Jet. Durant els anys següents, es van afegir tres nous vaixells. El primer va ser l'Espalmador Jet. Després va venir el Cala Saona el 2008. Finalment, l'Eivissa Jet es va incorporar el 2010 per passar el 2023 a la naviliera Formentera Lines. El 2014, l'empresa va adquirir el Turgus Reis I i li va canviar el nom a Castaví Jet. Aquest és un vaixell de 60 metres d'eslora amb capacitat per a 450 passatgers i 94 cotxes. Velocitat de 23/34 nusos gràcies a 4 motors de 5520 CV.
El 2016 es va incorporar el fast ferri Espalmador Jet substituint al vell. El 2017 es va incorporar un nou fast ferri bessó a l'Espalmador Jet anomenat Illetas Jet. Tots els vaixells de la companyia tenen el nom d'un lloc de les Pitiüses més el sufix Jet.
El 2022, Trasmapi crea la seva filial, Menorca Lines, per operar la ruta entre Mallorca i Menorca. El servei el fa el fast-ferri Fairweather, amb capacitat per a 400 passatgers, 65 vehicles, i càrrega rodada.

## Flota a juliol de 2025
La flota de la companyia naviliera Trasmapi està formada per embarcacions d'alta velocitat que connecten les illes d'Eivissa i Formentera. Els vaixells que formen la flota son el Formentera Jet, el Migjorn Jet, Castaví Jet, l'Espalmador Jet i l'Illetas Jet.